# Grylloderes arambourgi
Grylloderes arambourgi är en insektsart som först beskrevs av Lucien Chopard 1938.  Grylloderes arambourgi ingår i släktet Grylloderes och familjen syrsor. Inga underarter finns listade i Catalogue of Life.